# Biblioteca Dante Moreira Leite
A Biblioteca Dante Moreira Leite pertence ao Instituto de Psicologia da Universidade de São Paulo.
É um centro de referência cuja missão é coordenar ações para seleção, reunião, organização e disseminação da informação em Psicologia no Brasil e na América Latina, no âmbito do apoio ao ensino, pesquisa, extensão e práticas profissionais, contribuindo para a geração, preservação e visibilidade do conhecimento na área.

## História
Em 1970, as bibliotecas pertencentes às cadeiras de Psicologia e Psicologia Educacional, então existentes na Faculdade de Filosofia, Ciências e Letras da Universidade de São Paulo, foram transferidas para as novas instalações do Instituto de Psicologia e integradas em um só conjunto dando origem, em 1971, ao Serviço de Biblioteca e Documentação do IPUSP. As atividades da Biblioteca tiveram início em janeiro de 1972 e foram implantadas com o objetivo de criar condições que oferecessem suporte ao desenvolvimento do ensino, pesquisa e extensão universitária. Em 1985, a biblioteca teve suas instalações reformadas e ampliadas e, em 1995, passou a contar com prédio próprio , ocupando área de 2.170m², na qual se encontra um dos mais completos acervos da América Latina na área de Psicologia.

## Políticas

### Missão
Coordenar ações para seleção, reunião, organização e disseminação da informação em Psicologia no Brasil e na América Latina, enquanto apoio ao ensino, pesquisa, extensão e práticas profissionais; contribuindo para a geração, preservação e visibilidade do conhecimento na área.

### Valores
Democratizar o acesso aos recursos informacionais com excelência e compromisso, visando o crescimento e a construção da democracia, assim como a tolerância, equidade e liberdade, contribuindo para a promoção de uma Psicologia plural, comprometida com a responsabilidade social.Valores que embasam a Política Básica:Ética
- Equipe
- Inovação
- Qualidade
- Resultados
- Relacionamento
- Reconhecimento

### Visão
Ser um centro ativo na gestão da informação psicológica na América Latina.

### Política para a Sociedade
Criação e manutenção de fontes e serviços de acesso aberto para disponibilização de informação e do documento ao maior número de pessoas possível.

## Biblioteca em números
A Biblioteca conta com:
- 38200 livros;
- 7670 teses e dissertações;
- 430 títulos de periódicos;
- 307 testes psicológicos;
- 744 folhetos;
- 1030 DVD's;
- 76 CD's.